# 제27회 세자르상
제27회 세자르상은 2002년 3월 2일에 열린 시상식이다.

## 수상 및 후보

### 작품상
- 아멜리에

### 감독상
- 아멜리에 - 장-피에르 주네 수상
- 사랑의 추억 - 프랑소와 오종
- 정사 - 파트리스 쉐로

### 남우주연상
- 아버지 죽이기 - 미셀 부케 수상

### 여우주연상
- 내 마음을 읽어 봐 - 엠마뉴엘 드보스 수상
- 피아니스트 - 이자벨 위페르
- 아멜리에 - 오드리 토투
- 사랑의 추억 - 샬롯 램플링

### 남우조연상
- 장교의 병실 - 앙드레 뒤솔리에 수상

### 여우조연상
- 피아니스트 - 애니 지라르도 수상

### 신인남우상
- 배드 장르 - 로벵송 스테브넹 수상

### 신인여우상
- 카오스 - 라치다 브라크니 수상

### 각본상
- 내 마음을 읽어 봐 - 자크 오디아르 수상

### 의상상
- 늑대의 후예들 - 도미니크 보그 수상

### 음향상
- 내 마음을 읽어 봐 - Cyril Holtz 수상

### 편집상
- 위대한 비상 - 마리 조셉 요요트 수상

### 음악상
- 아멜리에 - 얀 티얼슨 수상

### 외국어영화상
- 멀홀랜드 드라이브 - 데이빗 린치 수상

### 제작디자인상
- 아멜리에 - Aline Bonetto 수상

### 공로상
- 아누크 에메 수상
- 제레미 아이언스 수상
- Claude Rich 수상

## 같이 보기
- 제74회 아카데미상
- 제55회 영국 아카데미 영화상
- 제14회 유럽 영화상